# Chaos Communication Congress

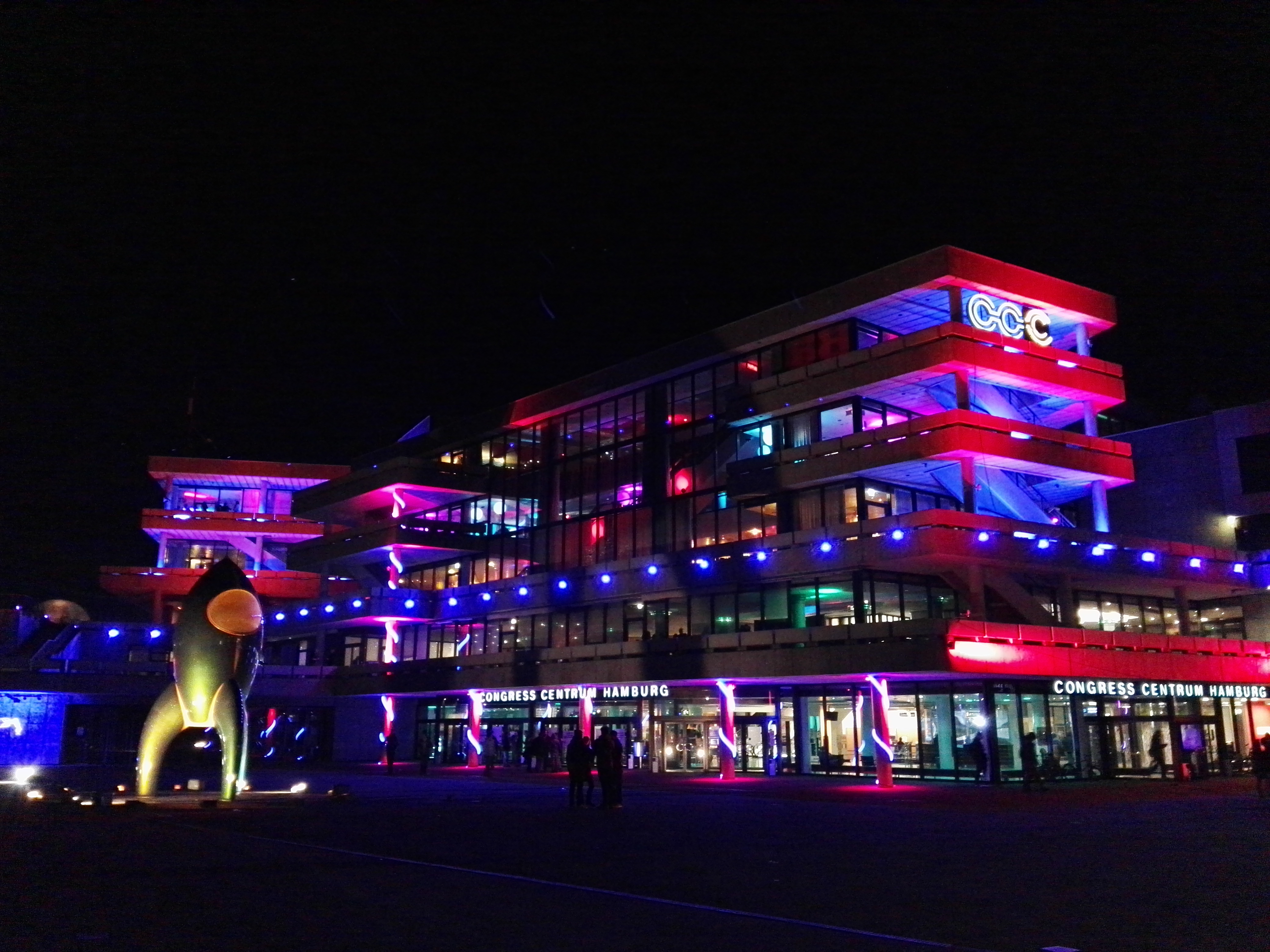
33C3 im Congress Center Hamburg (Dez. 2016)

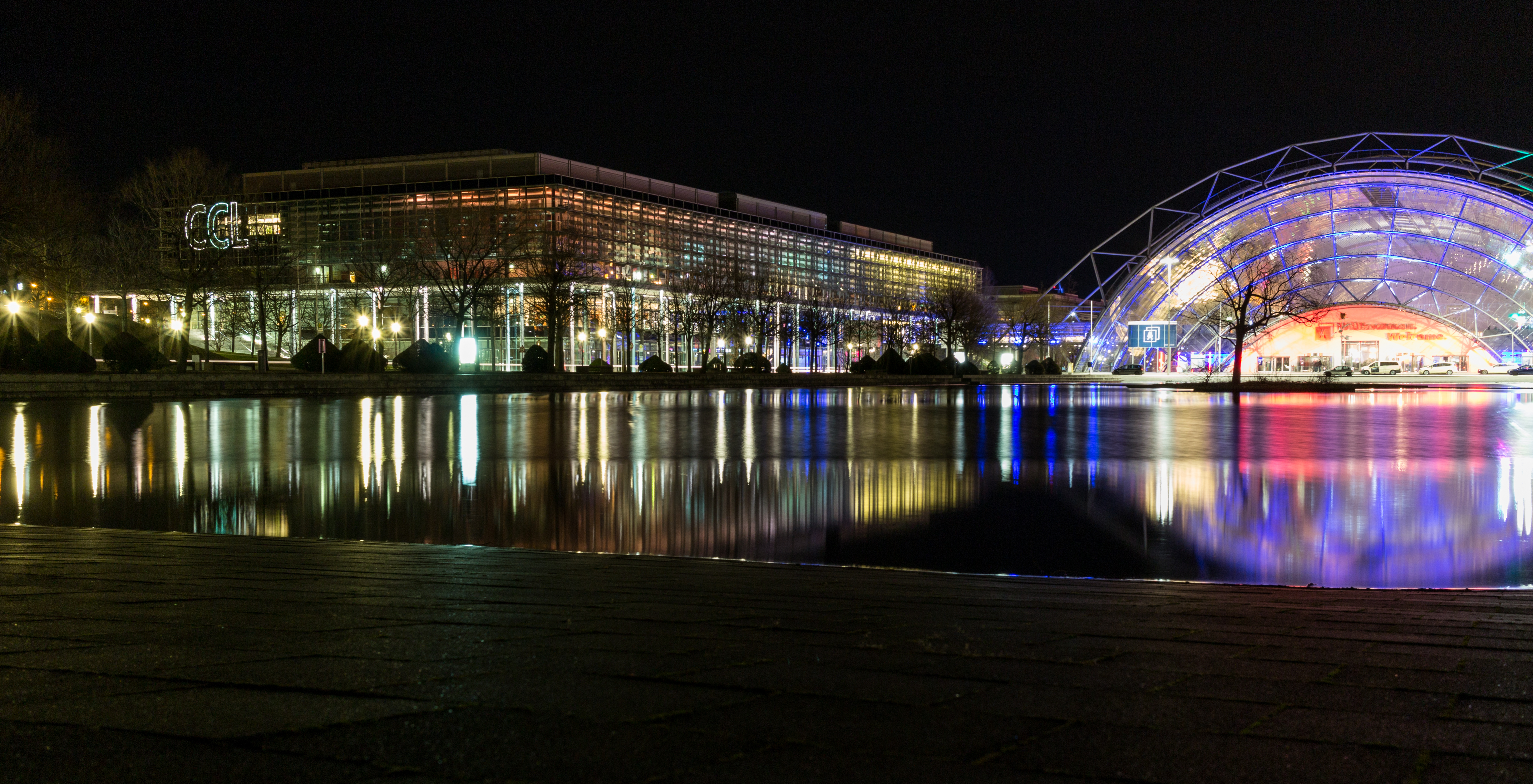
34C3 in der Leipziger Messe (Dez. 2017)

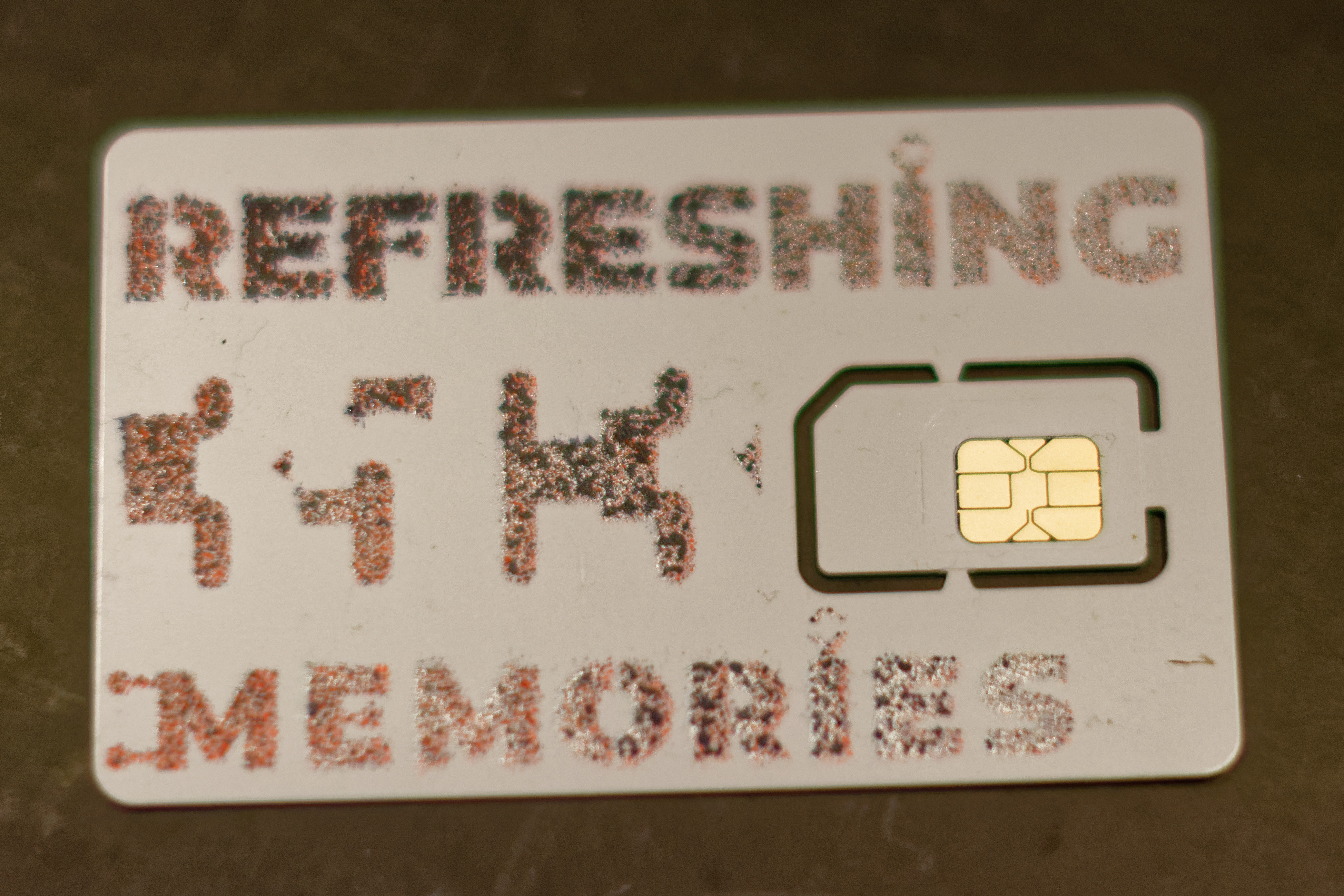
35C3-PoC-SIM-Karte mit Refreshing-Memories-Logo (2018)

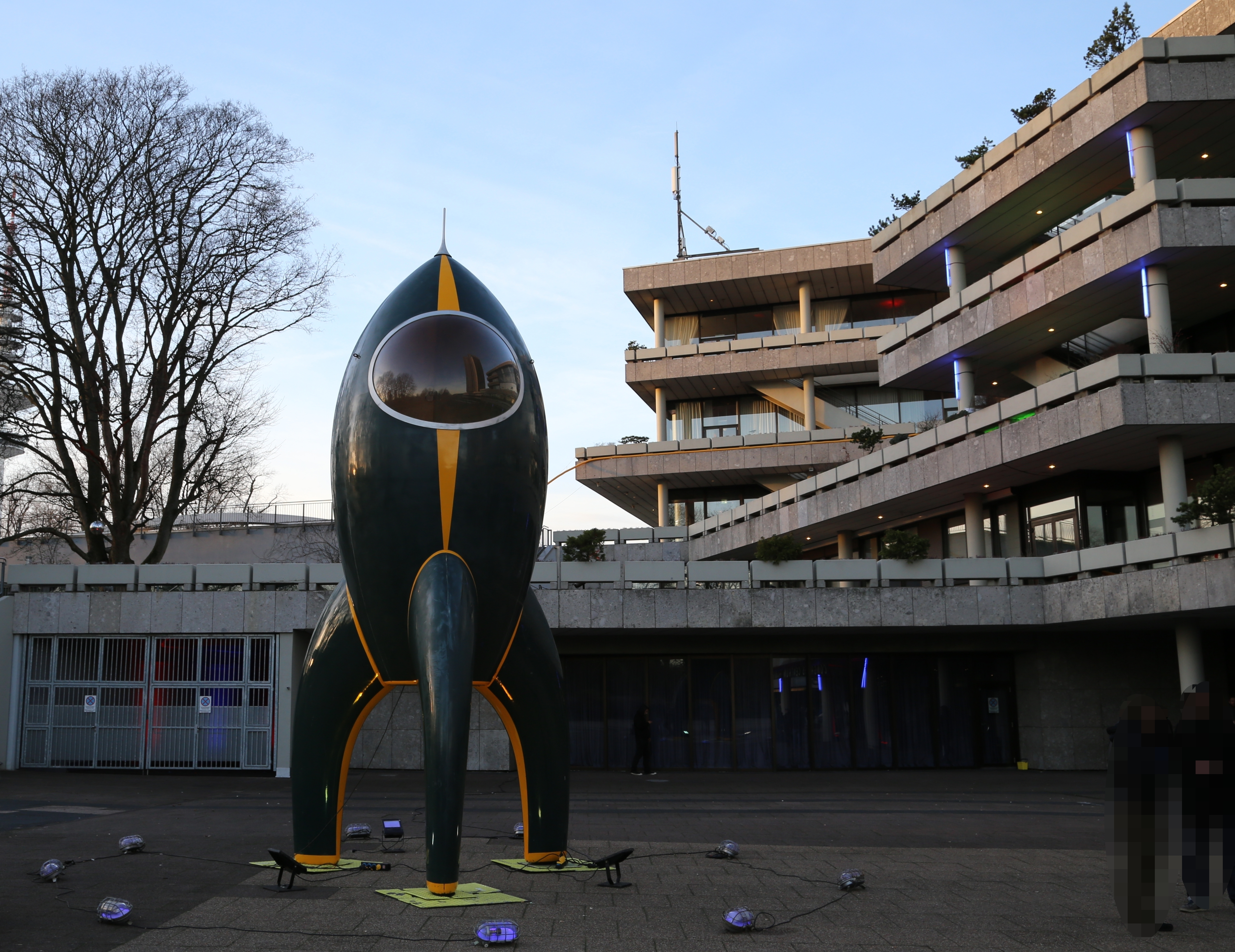
30C3 in Hamburg (Dez. 2013)

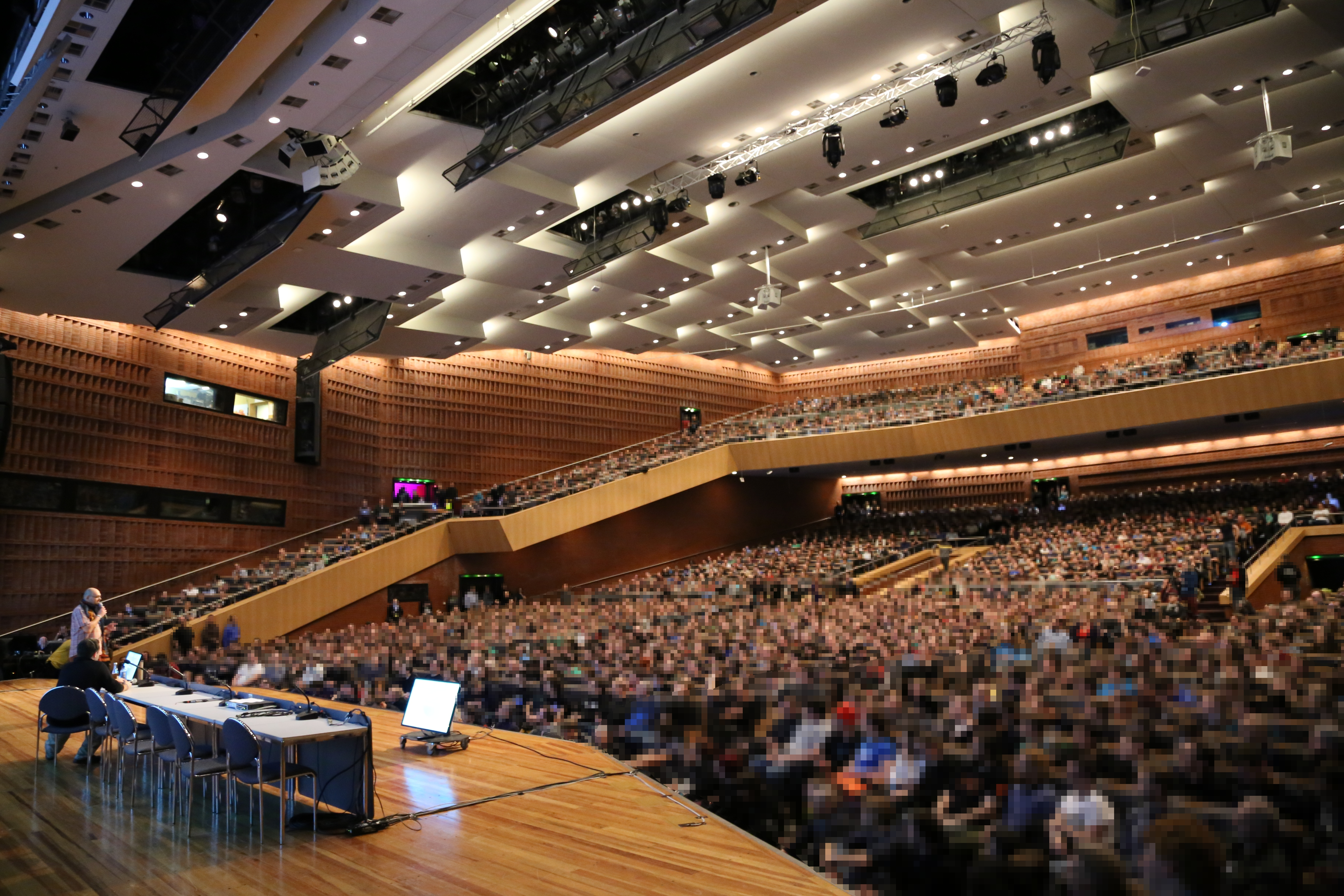
Publikum bei der Keynote von Glenn Greenwald auf der 30C3 (2013)

Der Chaos Communication Congress ist ein mehrtägiges Treffen der internationalen Hackerszene in Deutschland, das vom Chaos Computer Club (CCC) ausgerichtet und organisiert wird. Der Kongress widmet sich in zahlreichen Vorträgen und Workshops technischen und gesellschaftspolitischen Themen. Zwischen 2015 und 2019 war er bei zuletzt 17.000 verfügbaren Tickets ausverkauft; von 2020 bis 2022 gab es bedingt durch die COVID-19-Pandemie nur dezentrale Veranstaltungen. 2023 fand wieder ein regulärer Kongress im Congress Center Hamburg statt.

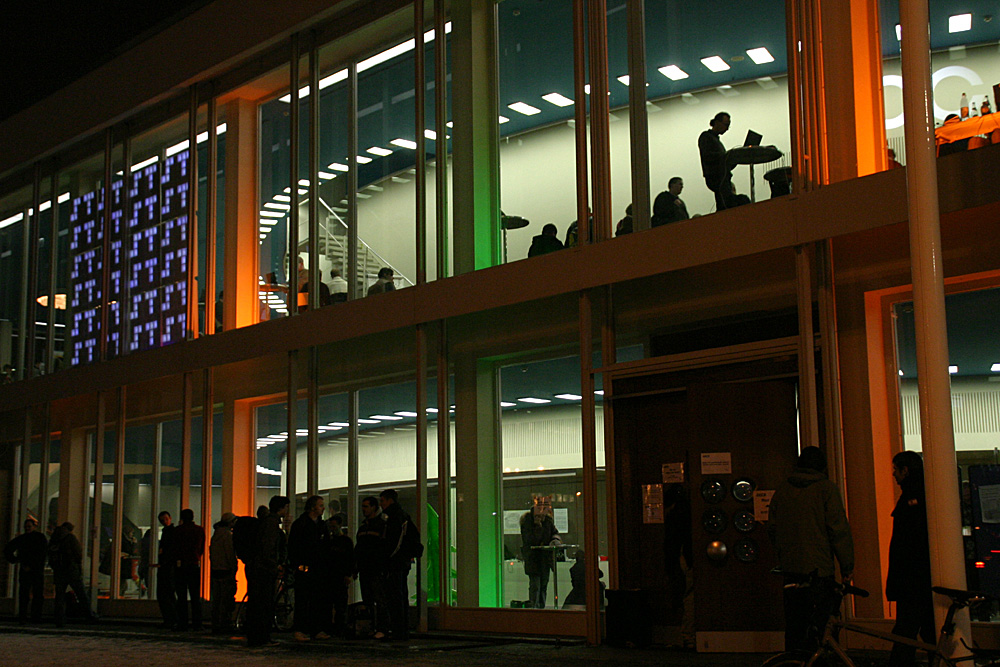
22C3 im Berliner Congress Centrum am Alexanderplatz (2005)

Der Kongress findet jährlich statt, von der Gründung im Jahr 1984 bis zum Jahr 2004 vom 27. bis zum 29. Dezember, seit 2005 vom 27. bis zum 30. Dezember. Als Abkürzung der Veranstaltung dient die laufende Nummer, ergänzt um den Zusatz C3 (für „Chaos Communication Congress“, Details s. u.).

## Geschichte
Nachdem der Kongress, der seit 1984 im Eidelstedter Bürgerhaus in Hamburg stattfand, für diesen Ort zu groß geworden war, zog er 1998 nach Berlin ins Haus am Köllnischen Park, wo er von mehr als 4000 Teilnehmern besucht wurde. Von 2003 bis 2011 fand der Kongress im Berliner Congress Center am Alexanderplatz statt. Im Jahr 2012 wurde er ins Congress Centrum Hamburg (CCH) verlegt. Im Dezember 2013 besuchten ihn über 9000 Teilnehmer. Das gesteigerte Interesse wurde der Globalen Überwachungs- und Spionageaffäre und den Veröffentlichungen Edward Snowdens zugerechnet. 2017 zog der Kongress in die Leipziger Messe, da das CCH wegen Sanierungsarbeiten nicht mehr zur Verfügung stand.
Der Kongress bemüht sich um möglichst niedrige Eintrittspreise – vor allem, um Jugendlichen die Teilnahme zu ermöglichen. 2011 kostete ein Ticket für die gesamte Kongressdauer 80 Euro, für Jugendliche unter 18 Jahren 25 Euro. Ein großer Teil der Referenten rekrutiert sich aus der Szene selbst, und die organisatorische Arbeit vor Ort wird von freiwilligen Helfern geleistet, die im CCC-Jargon als Engel bezeichnet werden.
Teil des Kongresses ist das Hackcenter, ein großes Areal, in dem die verschiedenen regionalen Gruppierungen des Clubs mit ihrer Technik auf dem Kongress präsent sind. Das Hackcenter und die anderen Bereiche der Veranstaltung sind über eine breitbandige Anbindung mit dem Internet verbunden. Der CCC legt aber Wert auf die Feststellung, dass es sich beim Hackcenter nicht um eine LAN-Party handelt, sondern um ein „Hands-On“-Labor zum gemeinsamen Erforschen und Testen von Netzwerktechnologie. Mit dem Umzug ins Congress Centrum Hamburg im Jahr 2012 wurde das Hackcenter um sogenannte Assemblies erweitert, abgegrenzte Bereiche außerhalb der Vortragssäle, die verschiedenen sozialen Gruppierungen und Projekten als Präsentationsfläche dienen konnten.
Von 1997 bis 2004 wurde während des Kongresses gleichzeitig auch die Deutsche Meisterschaft im Lockpicking ausgetragen.
Das Streaming der Vorträge wurde einige Jahre von der Forschungsgemeinschaft elektronische Medien e. V. (FeM) umgesetzt. Durch die hohe Nachfrage war 2007 und 2008 die 1-Gbit/s-Anbindung der TU Ilmenau zu 99 Prozent ausgelastet. Beim Wechsel des Chaos Communication Congress nach Hamburg (29C3) konnten die Rechnerressourcen und Bandbreite anderer Studentennetzwerke in Deutschland genutzt werden. Außerdem erhielt man Unterstützung aus dem CCC-Umfeld. Im Jahr darauf wurde innerhalb des CCC das Video Operation Center (VOC) ins Leben gerufen, welches unterstützt wurde. Seit dem 31C3 hat das VOC die Leitung übernommen und wird von der FeM sowie der ags (TU Braunschweig) unterstützt.
Statt einer Creative-Commons-by-nc-nd-Lizenz für 32C3-Videos wurden die meisten 33C3-Videos mit einer CC-by-Lizenz publiziert.

## Vorfälle im Umfeld des 26C3
Im Rahmen des Chaos Communication Congress 2009 verschafften sich Unbekannte vermutlich illegal Zugang zu internen Daten der Singlebörse Ma-flirt.de, zudem wurden öffentlich zugängliche Profilfotos von der Singlebörse Harzflirt.de heruntergeladen. Zu diesen Daten wurden Download-Links im Kongress-Wiki des CCC erstellt. Passwörter wurden dort direkt veröffentlicht. Ein älterer Hack der Kundendatenbanken des Bekleidungshändlers Thor Steinar wurde ebenfalls bekanntgemacht. Zu den veröffentlichten Daten gehörten Profilnamen, Passwörter, E-Mail-Adressen, Ortsangaben, Wohnadressen, Fotos und Umsatzzahlen. Zwei der Seiten stehen im Ruf, von Mitgliedern der rechten Szene frequentiert zu werden, die anderen nicht. Der Verein wollte zu den Datenschutzverletzungen keine Stellungnahme geben. Kongressteilnehmer distanzierten sich jedoch von dem Vorfall. Er stehe im Widerspruch zur Hackerethik.

## Remote Chaos Experience (rC3)
Aufgrund der COVID-19-Pandemie wurde der 37C3, der 2020 wieder auf dem Leipziger Messegelände stattfinden sollte, abgesagt. Der Kongress wurde von zahlreichen Bühnen im ganzen Bundesgebiet auf eine Streaming-Plattform übertragen. Um für die Teilnehmer eine „Kongress-Umgebung“ zu imitieren, wurde eine 2D-Welt zur Verfügung gestellt, über die Vorträge besucht werden konnten und automatisch mit den umherstehenden Teilnehmer eine Videokonferenz gestartet wurde. Auch 2021 wurde der Kongress auf diese Weise abgehalten; ebenso waren für 2022 lediglich dezentrale Veranstaltungen geplant.

## Kongress-Mottos und Veranstaltungsorte 1984 bis heute
Der Chaos Communication Congress steht fast jedes Jahr unter einem Motto, meist in Bezug auf wichtige Themen des zurückliegenden oder kommenden Jahres.
| Nr. | Jahr | Motto                                                           | Kürzel | Besucher                    | Veranstaltungsort                  |
| --- | ---- | --------------------------------------------------------------- | --- | --------------------------- | ---------------------------------- |
| 01  | 1984 | CCC’84 nach Orion’64                                            | |                             | Eidelstedter Bürgerhaus in Hamburg |
| 02  | 1985 | Du Darfst                                                       | |                             | Eidelstedter Bürgerhaus in Hamburg |
| 03  | 1986 | Damit Sie auch morgen noch kraftvoll zubyten können             | |                             | Eidelstedter Bürgerhaus in Hamburg |
| 04  | 1987 | Offene Netze – Jetzt!                                           | |                             | Eidelstedter Bürgerhaus in Hamburg |
| 05  | 1988 | ich glaub’ es hackt                                             | |                             | Eidelstedter Bürgerhaus in Hamburg |
| 06  | 1989 | Offene Grenzen: Cocomed zuhauf                                  | |                             | Eidelstedter Bürgerhaus in Hamburg |
| 07  | 1990 | ohne Motto                                                      | |                             | Eidelstedter Bürgerhaus in Hamburg |
| 08  | 1991 | Per Anhalter durch die Netze                                    | |                             | Eidelstedter Bürgerhaus in Hamburg |
| 09  | 1992 | Es liegt was in der Luft                                        | |                             | Eidelstedter Bürgerhaus in Hamburg |
| 10  | 1993 | Ten years after Orwell                                          | |                             | Eidelstedter Bürgerhaus in Hamburg |
| 11  | 1994 | Internet im Kinderzimmer – Big business is watching you?!       | |                             | Bikini-Haus in Berlin              |
| 12  | 1995 | Pretty Good Piracy – verdaten und verkauft                      | |                             | Eidelstedter Bürgerhaus in Hamburg |
| 13  | 1996 | Der futurologische Congress – Leben nach der Internetdepression | |                             | Eidelstedter Bürgerhaus in Hamburg |
| 14  | 1997 | Nichts ist wahr. Alles ist erlaubt.                             | |                             | Eidelstedter Bürgerhaus in Hamburg |
| 15  | 1998 | All Rights Reversed                                             | | 02.300                      | Haus am Köllnischen Park in Berlin |
| 16  | 1999 | ohne Motto                                                      | 16C3 |                             | Haus am Köllnischen Park in Berlin |
| 17  | 2000 | Explicit Lyrics                                                 | 17C3 | 02.500                      | Haus am Köllnischen Park in Berlin |
| 18  | 2001 | Hacking Is Not A Crime                                          | 18C3 | 02.500                      | Haus am Köllnischen Park in Berlin |
| 19  | 2002 | Out Of Order                                                    | 19C3 | 03.000                      | Haus am Köllnischen Park in Berlin |
| 20  | 2003 | Not A Number                                                    | NaN | 02.500                      | Berliner Congress Center           |
| 21  | 2004 | The Usual Suspects                                              | 21C3 | 03.500                      | Berliner Congress Center           |
| 22  | 2005 | Private Investigations                                          | 22C3 | 03.000                      | Berliner Congress Center           |
| 23  | 2006 | Who can you trust?                                              | 23C3 | 04.200                      | Berliner Congress Center           |
| 24  | 2007 | Volldampf voraus!                                               | 24C3 | 04.013                      | Berliner Congress Center           |
| 25  | 2008 | Nothing To Hide!                                                | 25C3 | 04.200 (inkl. Tagestickets) | Berliner Congress Center           |
| 26  | 2009 | Here Be Dragons                                                 | 26C3 | 09.000 (inkl. Streaming)    | Berliner Congress Center           |
| 27  | 2010 | We come in peace                                                | 27C3 | 04.000                      | Berliner Congress Center           |
| 28  | 2011 | Behind enemy lines                                              | 28C3 | 03.000                      | Berliner Congress Center           |
| 29  | 2012 | Not My Department                                               | 29C3 | 06.500                      | Congress Center Hamburg            |
| 30  | 2013 | ohne Motto                                                      | 30C3 | 09.000                      | Congress Center Hamburg            |
| 31  | 2014 | A New Dawn                                                      | 31C3 | 12.000                      | Congress Center Hamburg            |
| 32  | 2015 | Gated Communities                                               | 32C3 | 13.000 (ausverkauft)        | Congress Center Hamburg            |
| 33  | 2016 | Works For Me                                                    | 33C3 | 12.000 (ausverkauft)        | Congress Center Hamburg            |
| 34  | 2017 | tuwat                                                           | 34C3 | 15.000 (ausverkauft)        | Leipziger Messe                    |
| 35  | 2018 | Refreshing Memories                                             | 35C3 | 17.000 (ausverkauft)        | Leipziger Messe                    |
| 36  | 2019 | Resource exhaustion                                             | 36C3 | 17.000 (ausverkauft)        | Leipziger Messe                    |
| –   | 2020 | Remote Chaos Experience                                         | rC3 | –                           | Online                             |
| –   | 2021 | NOWHERE                                                         | rC3 2021 | –                           | Online                             |
| –   | 2022 | –                                                               | zunächst angekündigt, aber wegen zu hohen finanziellen Risikos bei möglichem Ausfall durch Corona-Pandemie abgesagt | –                           | –                                  |
| 37  | 2023 | Unlocked                                                        | 37C3 | 14.500                      | Congress Center Hamburg            |
| 38  | 2024 | Illegal Instructions                                            | 38C3 | 14.500                      | Congress Center Hamburg            |
| 39  | 2025 | Power Cycles                                                    | 39C3 | -                           | Congress Center Hamburg            |

## Abkürzung
Seit dem Chaos Communication Congress 1999 hat sich eine abkürzende Schreibweise eingebürgert. Anstatt 16. Chaos Communication Congress wurde der Begriff 16C3 verwendet. Die offizielle Schreibweise des Chaos Communication Congress 2004 lautete somit „21C3: The Usual Suspects“ 21. Chaos Communication Congress. Der 20. Kongress 2003 hingegen bildete mit dem Kürzel NaN eine zum Motto passende Bezeichnung.

Bildergalerie
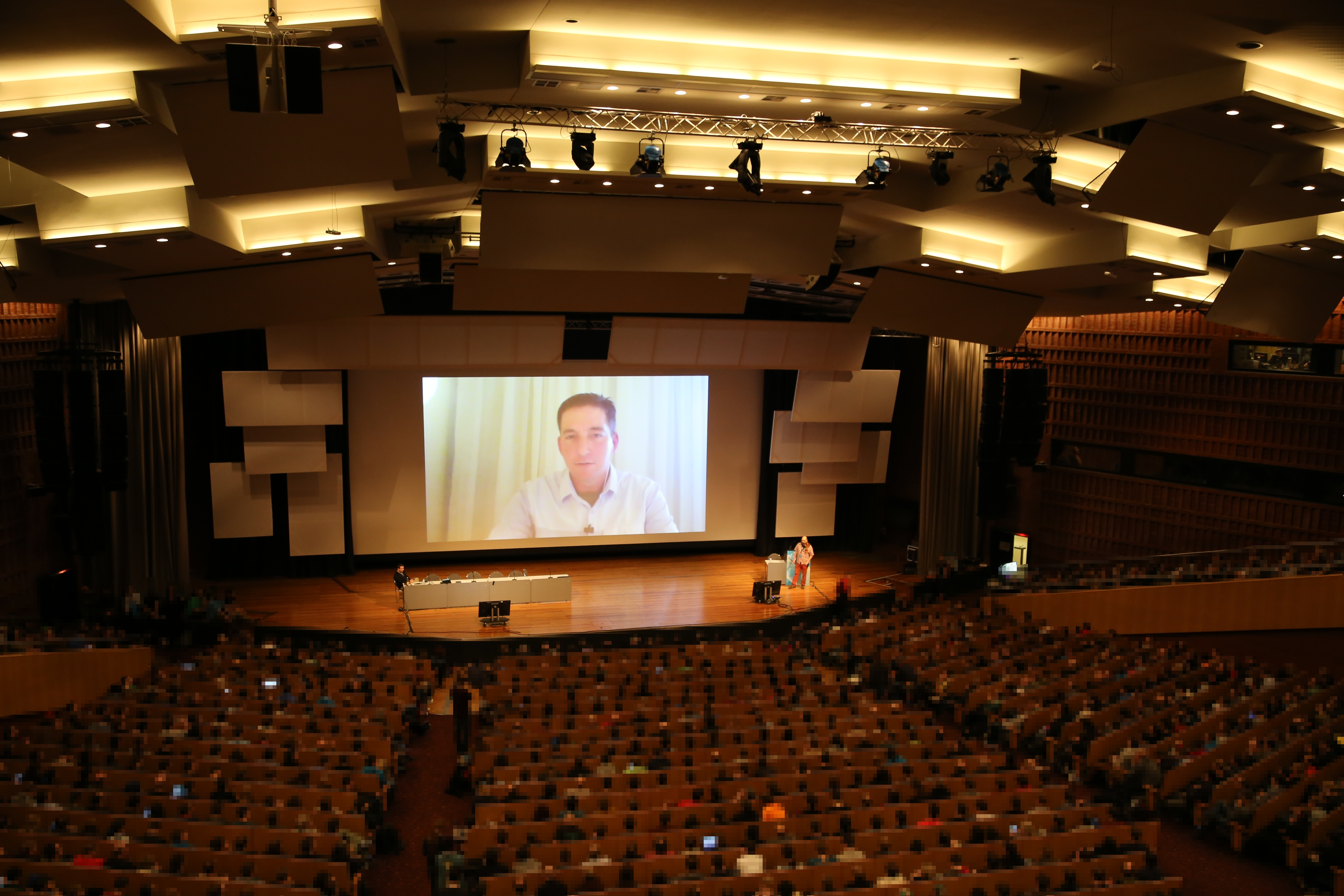
Glenn Greenwald hält die Keynote des 30C3 (Dez. 2013)
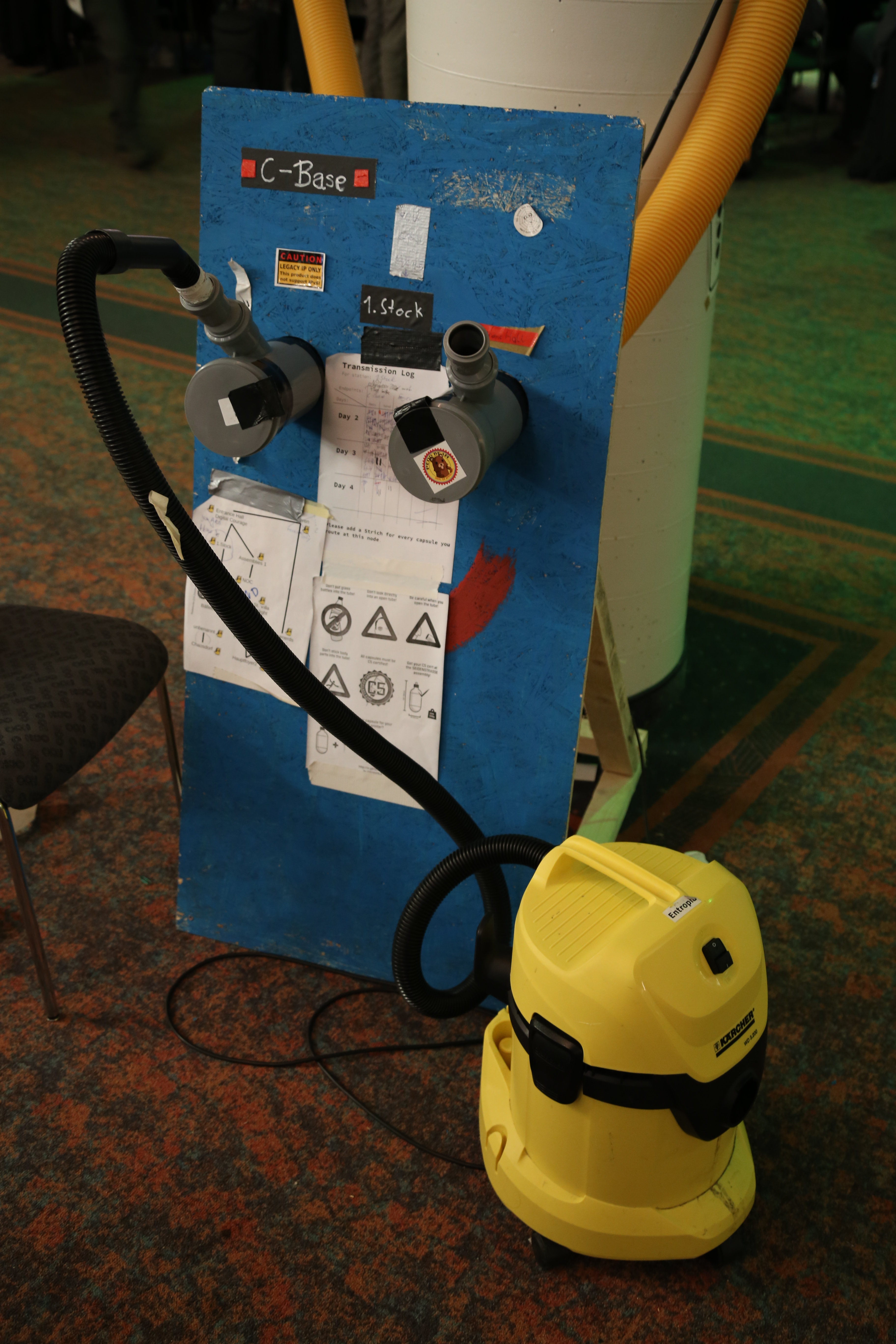
„Seidenstraße“-Rohrpoststation des 30C3
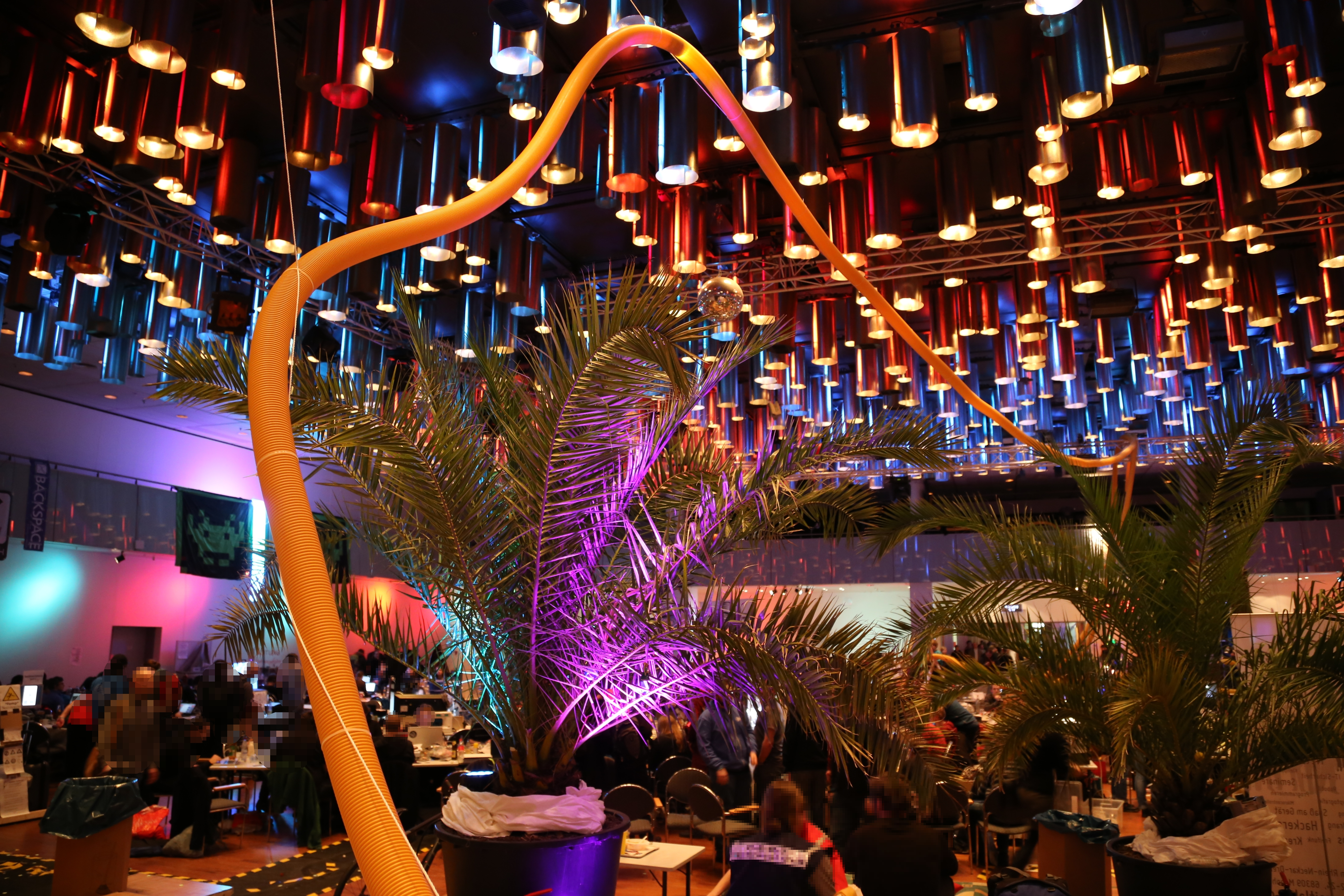
Assemblies, leuchtende Rohrpostkartusche im Wellschlauch, 30C3
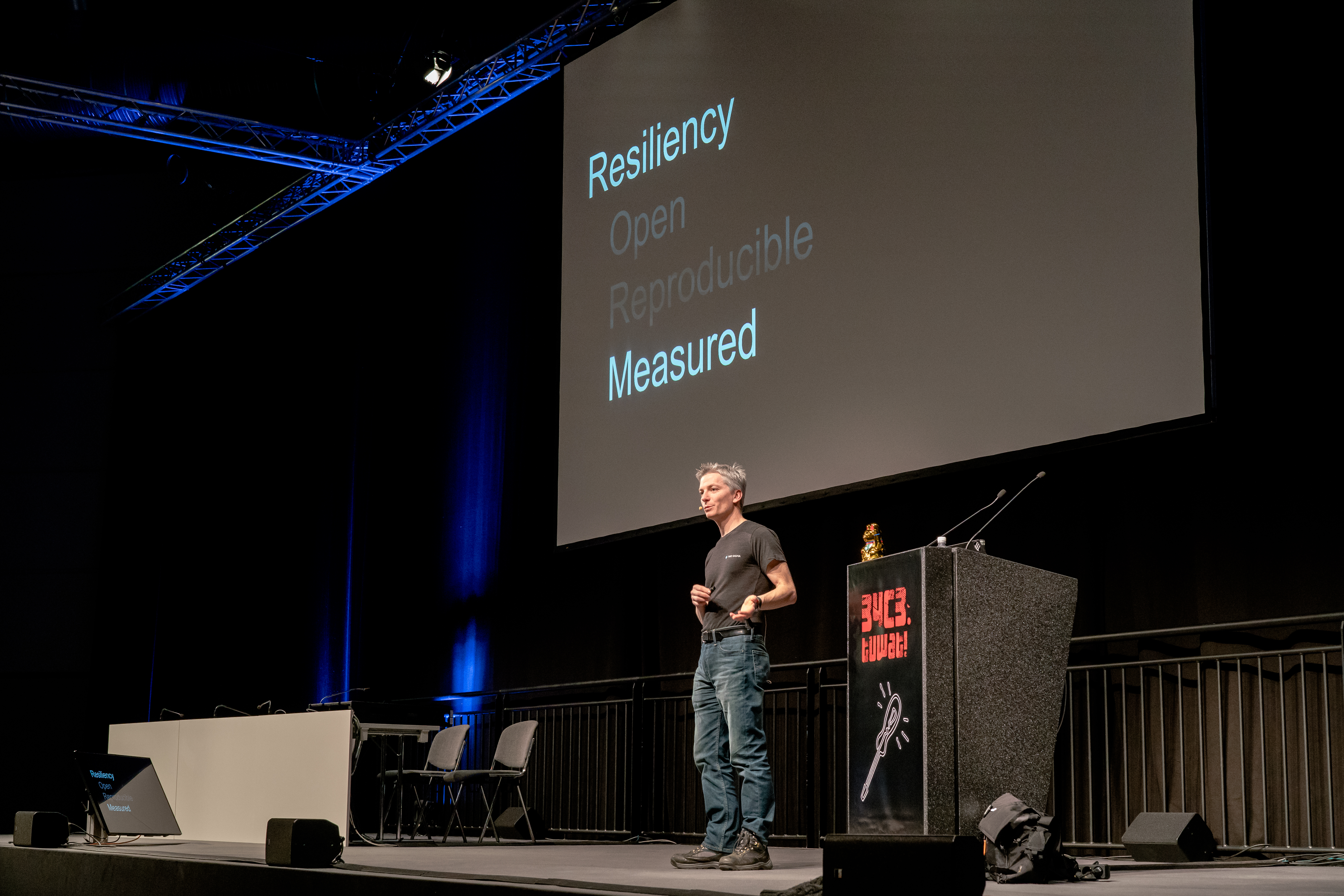
Trammell Hudson bei einem Vortrag auf dem 34C3